# San Silvestre (Río)
San Silvestre es un lugar situado en la parroquia de San Silvestre de Argas, del municipio español de Río, en la provincia de Orense, Galicia.

## Demografía
| Gráfica de evolución demográfica de San Silvestre entre 2000 y 2023 |
|                                                                     |
| Datos según el nomenclátor publicado por el INE.                    |